# 필양사
필양사는 대한민국 전라북도 정읍시 칠보면에 있다. 2005년 11월 9일 정읍시의 향토문화유산 제2호로 지정되었다.

## 개요
1910년 일본 황제의 은사금을 거절하고 이로 인하여 군산 감옥에서 순절한 항일애국지사인 춘우정 김영상의 유덕을 추모하기 위해 1945년 유림들의 발의로 창건하였다.